# Vejlefjordbroen
Vejlefjordbroen er en cantileverbro i Danmark, der fører den Østjyske Motorvej over Vejle Fjord mellem Nørreskoven i nord og Mølholm i syd. Den blev indviet 1. juli 1980 og er projekteret af Orla Mølgaard-Nielsen.

## Baggrund og projektering
Op gennem 1960'erne og 70'erne voksede antallet af biler i Danmark, og presset på hovedvej A10 gennem Vejle voksede tilsvarende. Ved at bygge en motorvej uden om byen kunne man dermed aflaste vejnettet her, hvor der især i sommermånederne var kødannelser.
I 1965 vedtog Folketinget at projektere en motorvej for at aflaste A10. Planen i de hidtidige forslag tilbage fra 1936 var at lade motorvejen gå vest om Vejle gennem Grejsdalen og Vejle Ådal. Men med anlægsloven vedtaget 29. marts 1972 blev linjeføringen ændret, så den gik hen over fjorden. Dette gav samtidig en kortere kørevej forbi Vejle.
Folketingets trafikudvalg besluttede i juni 1974 at udsætte byggeriet i to år. Det fik Vejle Kommune, Vejle Amt og folketingspolitikere valgt i området til at protestere. De inviterede minister for offentlige arbejder Kresten Damsgaard til ved selvsyn at besigtige trafikforholdene i byen.
Efter besøget den 16. august 1974 valgte han at igangsætte byggeriet af Vejlefjordbroen og motorvejen fra Kolding til Vejle. Derimod blev andre motorvejsprojekter berørt af besparelser, blandt andet Lyngbyvejens indføring til København.
Broarbejdet blev sendt i offentligt udbud i november 1974. Projektet var den største i Vejdirektoratets historie og indeholdt to broforslag til broens overbygning, som tilbudsgiverne kunne byde på. I forslag 1 skulle overbygningen være udført med stålkassedragere, hvor overbygningen i broforslag 2 var en kassedrager i forspændt beton. Ved licitationen blev forslag 2 valgt, da det var det billigste.
Blandt ti bydere fik Vejlefjordskonsortiet opgaven og skrev i juli 1975 under på kontrakten. Konsortiet bestod af to danske entreprenørfirmaer Monberg & Thorsen A/S, A. Jespersen & Søn A/S, tyske Dyckerhoff & Widmann AG, mens COWIconsult A/S rådgav.
Amtsborgmester i Vejle Amt, Erling Tiedemann, igangsatte arbejdet den 11. august 1975.

## Udførelse og fundering
Bunden i Vejle Fjord er en blanding af lag med vidt forskellig bæreevne. Under bunden ligger et ca. 10 meter tykt lag af blød gytje. Herunder ligger sand og grus i en tykkelse på 12-18 meter. Til sidst kommer den faste og bæredygtige moræneler. Tæt på kysterne findes desuden nedskredne og nedskyllede aflejringer, der er iblandet de øvrige lag. Derfor var det nødvendigt både at grave mudder væk og at ramme pæle under pillerne, for at sikre en tilstrækkelig fundering. Hver pille blev funderet med ca. 135 sekskantede jernbetonpæle hver på 30-40 meter nedrammet i moræneleret.
Fundamentet blev bygget oven på pælene. Først blev kasser af stål sænket ned omkring pælene. De skulle fungere som vægge, når der blev støbt en bundprop af beton omkring pælenes toppe. Efter kassen var tømt for vand, blev fundamentsklodsen og nederste del af pillen støbt. Derpå blev sænkekassen fjernet og genanvendt ved næste pille.
Overbygningen – dvs. kørebanen – udgøres af en hul kassedrager i forspændt beton, som hviler på 18 bropiller. Mellem dem er 14 ens fag med en længde på 110 meter, samt tre endefag med mindre længder. Hele overbygningen er støbt uden brug af stillads, ved at udnytte at en cantileverbros fag er selvbærende under konstruktionen. Dermed kom en fri frembygning ud fra begge sider af pillerne. Støbningen foregik i felter af 3,5 meters længde. Kassedrageren er 12 meter bred, med en højde på 6 meter over pillen og 3 meter i midten af faget.
Efter fem års byggeri og en samlet anlægsudgift på ca. 565 mio. DKK (svarer til ca. 1,6 mia. DKK i 2012), gav Vejdirektoratet den 20. juni 1980 midlertidigt biler lov til at køre over broen. Den officielle indvielse blev foretaget af Margrethe 2. den 1. juli 1980.

## Trafik
Med åbningen af Vejlefjordbroen lykkedes det at aflaste trafikken på A10 gennem Vejle by. Trafikintensiteten på broen har været støt stigende i de 40 år, den har været i funktion. Med gennemsnitligt 86.200 biler i døgnet i 2021 er broen en af de mest belastede motorvejsstrækninger i Danmark. Derfor blev broen i 2009 udvidet fra to til tre vognbaner i hver retning, mens nødsporet er blevet indskrænket. Det har hjulpet på kødannelser, og ulykkesstatistikken er også forbedret på strækningen.
I anledning af arbejdet med at udvide motorvejsstrækningen omkring Vejle til 6 spor har Vejdirektoratet undersøgt mulighederne for at bygge endnu et spor i hver retning uden på den eksisterende bro. Undersøgelserne af mulighederne for udbygning af Vejlefjordbroen til 8 spor viste, at broens fundament vil være i stand til at bære en overbygning i stål eller beton, men at det vil være meget kompliceret og meget bekosteligt. 
I en rapport fra Trafikministeriet fra 2014 fremgår det, at der med broens nuværende kapacitet på 6 spor vil opstå kritisk trængsel i perioden 2030-2040 afhængig af trafikvæksten. En løsning kan ifølge rapporten være at udbygge broen "med et ståldæk, der er fastgjort til den eksisterende brokant med underliggende afstivningsgitre." Anlægsprisen vil være 0,7 mia. kr. Videre hedder det, at "udvidelsen giver de færreste udfordringer for trafikafviklingen, men der må påregnes store afviklingsmæssige problemer i anlægsfasen." Alternativt foreslår rapporten, at der anlægges en 4-sporet parallelbro for nordgående trafik, som kan anlægges for 1,1 mia. kr. 
Som et led i Togfonden DK diskuteres en jernbanebro eller boret tunnel øst for Vejlefjordbroen.